# Solieria apicalis
Solieria apicalis là một loài ruồi trong họ Tachinidae.